# Starlight Symphony- KOTOKO LIVE 2006 IN YOKOHAMA ARENA -
《Starlight Symphony- KOTOKO LIVE 2006 IN YOKOHAMA ARENA -》은 2007년 8월 29일에 발매된 KOTOKO의 2번째 라이브 DVD. 제네온 엔터테인먼트를 통해 발매되었다.

## 개요
- 2006년 12월 1일에 요코하마 아리나에서 이뤄진 KOTOKO LIVE 2006 IN YOKOHAMA ARENA의 실황이 수록되어있다.
- 초회한정판에는 특수 슬립과 디지 팩으로 2005년 9월 11일에 도쿄 후생 연금회관에서 개최된《KOTOKO LIVE TOUR 2005"유리의 미풍"》의 실황을 담은 3장의 DVD와 소책자가 동봉되어 있다.

## 수록 곡
Disc-1
1. UZU－MAKI
2. 羽
3. Suppuration -Core-
4. 海豚
5. カナリヤ－SORMA　No．3　Re－miz－
6. 硝子の靡風
7. 硝子の靡風
8. Close to me…
9. 赤い玉、青い玉
10. 대지로 돌아가다 ~on the earth~
11. 月夜の舞踏会
12. 同じ空の下で
13. Chercher ~샤르세~
14. 秋爽
15. LOVE A RIDDLE
16. being
17. Abyss
18. Face of Fact
19. Re-sublimity
20. 雪華の神話
21. L．A．M－Laze and meditation－
22. DIRTY BOOTS
23. Leave me hell alone
24. Princess Bride!
25. きゅるるんKissでジャンボ♪♪
26. Short Circuit
27. 覚えてていいよ

Disc-2～4
(초회한정판)